# Iwankowa
Iwankowa  (ukr. Іванкова) – wieś na Ukrainie, w  obwodzie iwanofrankiwskim, w rejonie kałuskim.

## Przypisy

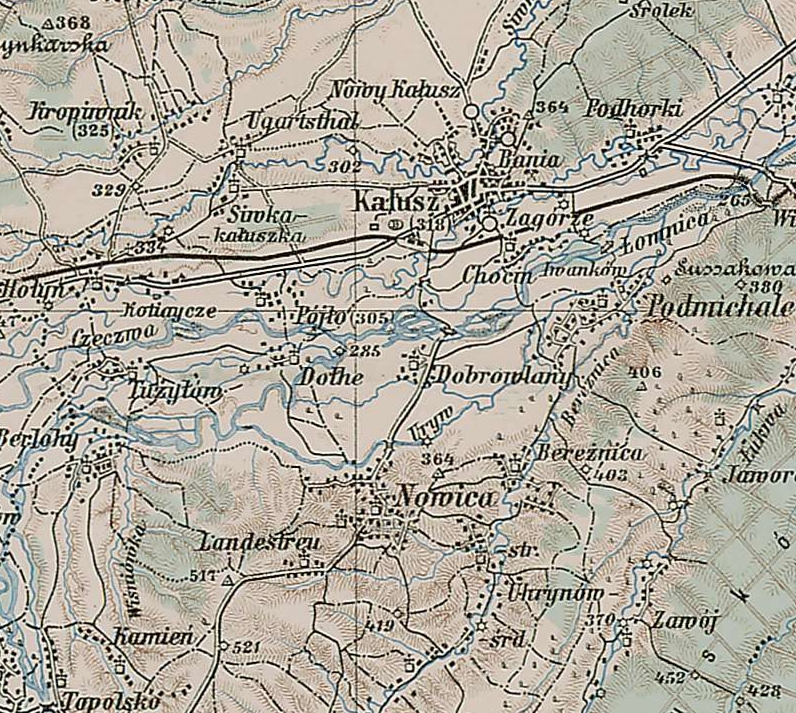
Wieś na mapie z 1889 r.